# Aagot Norman
Aagot Norman (* 29. Juli 1892 in Bergen; † 22. Februar 1979 ebenda) war eine norwegische Schwimmerin.

## Karriere
Norman begann ihre Karriere 1911 bei den ersten norwegischen Schwimmmeisterschaften. Dort gewann sie die Wettbewerbe über 100 m Freistil und 50 m Rücken. Mit einer Zeit von 1:49,2 min stellte sie hierbei den ersten nationalen Rekord über 100 m Freistil auf. 1912 gewann sie beide Disziplinen erneut. Später im Jahr nahm sie an den Olympischen Spielen in Stockholm teil. Hier scheiterte sie im Wettbewerb über 100 m Freistil im ersten Vorlauf. Über selbige Distanz errang sie zwischen 1916 und 1918 weitere Medaillen bei norwegischen Schwimmmeisterschaften. 1919 fügte sie über 100 m Freistil ihren insgesamt fünften nationalen Meistertitel zu ihrer Sammlung hinzu. Ihre Karriere beendete sie 1922 mit einer Silbermedaille über 50 m Freistil bei den Meisterschaften.